# Маврикийское боевое движение
Маврикийское боевое движение (MMM) (фр. Mouvement Militant Mauricien, англ. Mauritian Militant Movement) — левая социалистическая политическая партия на Маврикии. У руководства партии неоднократно (до 1976, в 1983—1987 и с 1995 года, с небольшим перерывом) оказывался франко-маврикиец Поль Раймон Беранже.
Партия была создана группой леворадикальных студентов в 1968—1969 годах и с тех пор неизменно является одной из ведущих политических сил Маврикия. Социальной базой партии являются городское население и ряд профсоюзных объединений страны (в том числе Всеобщая федерация рабочих и Федерация прогрессивных профсоюзов).
MMM имеет репутацию самой демократичной и полиэтничной из ведущих партий страны. Среди её членов — представители всех этнических и религиозных групп, включая не только преобладающую индийскую, но и китайскую, мусульманскую и креольскую общину.
Исторически Маврикийское боевое движение выступает за собственное видение справедливого общества без дискриминации по признаку социального класса, расы, общины, касты, религии, пола или сексуальной ориентации — «новый тип социализма» в соответствии «с маврикийской действительностью».
По итогам всеобщих выборов 2014 года MMM стало второй (после Боевого социалистического движения) крупнейшей партией и в Национальном собрании Маврикия, располагая 12 депутатами парламента, и на муниципальном уровне.

## История

### Первые годы: леворадикальная оппозиция

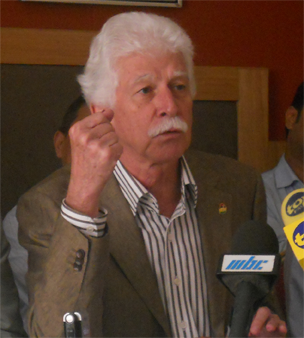
Поль Беранже в 2011 году

Маврикийское боевое движение было основано в 1968 году как Маврикийское студенческое движение (Mouvement Etudiants Mauricien), которое, в свою очередь, образовалось из Клуба студентов-активистов (Club des Étudiants Militants). В его состав вошли левые активисты Поль Беранже, Дэв Вирасавми, Морис Лесаж, Кхер Джагатсингх, Зил Пирун, братья Джунид и Шафик Джирубарханы, Сушил Куширам, Тират Рамкиссун, Кришен Мати, Ах-Кен Вон, Крити Гобурдхун, Аллен Сев Кван Кан, Вела Венгару, Амиди Дарга и другие, вдохновлявшиеся майскими событиями 1968 года во Франции.
В 1969 году на его основе в Катр-Борне была создана новая политическая партия, выступавшая как альтернатива господствующим в политической жизни левоцентристской Лейбористской партии и правоконсервативной Маврикийской социал-демократической партии (PMSD). 30 сентября 1969 года Поль Беранже опубликовал в ежедневной газете «Le Mauricien» длинную статью, которую считают первой дорожной картой этой партии на политической арене. Новая партия стремительно приобретала влияние в профсоюзах, особенно во Всеобщей федерации рабочих.
На волне общемировых «протестов 1968 года» ситуация на Маврикии также казалась революционной — с 1970 года ширилось забастовочное движение (среди рабочих сахарной и чайной промышленности, портовиков, работников общественного транспорта и других отраслей экономики, требовавших увеличения заработной платы, улучшения условий труда и социального обеспечения). В ответ в декабре 1971 года правительство Лейбористской партии объявило чрезвычайное положение, отменённое лишь в марте 1978 года. Ряд руководителей MMM, включая художника и поэта Эрве Массона, были брошены в тюрьму почти на год, деятельность всех профсоюзов, близких к MMM, была запрещена, а печатный орган этой партии «Милитан» был закрыт.
Несмотря на преследования, влияние Маврикийского боевого движения росло. Оно получило своё первое депутатское место в сентябре 1971 года на довыборах по одному из округов после смерти представлявшего его бывшего генерального прокурора Лалла Джагнота. Кандидат MMM Дэв Вирасавми (впоследствии ставший известным поэтом и драматургом) собрал 72 % голосов и более чем на 5 тысяч голосов победил кандидата, совместно поддерживаемого правящей коалицией лейбористов, социал-демократов и небольшой партии Мусульманский комитет действий (CAM). Первый раскол MMM произошёл в 1973 году, когда Дэв Вирасавми создал новую партию Маврикийское социально-прогрессивное боевое движение (MMMSP).

### Путь к власти: 1976—1982
В 1976 году, на первых всеобщих выборах после обретения независимости в 1968 году, Маврикийское боевое движение заняло первое место с 40,9 % голосов. Но, хотя оно стало крупнейшей партией в парламенте с 34 (из 70) депутатов, ему не хватило двух кресел до большинства. Чтобы не допустить MMM к власти, Лейбористская партия во главе с премьер-министром Сивусагуром Рамгуламом (с 28 местами) и PMSD Гаэтана Дюваля (с 8) прекратили былое противостояние и сформировали коалицию. Маврикийское боевое движение стало парламентской оппозицией, а Анируд Джагнот — официальным лидером оппозиции. При этом Маврикийское боевое движение завоевало власть в муниципалитетах Порт-Луи, Бо-Бассен/Роуз Хилл и Вакоа/Феникс.
На следующие выборы в июне 1982 года Маврикийское боевое движение шло с лозунгом на тему перемен Enn nouvo simen pou enn nouno lavie. На выборах уверенно победил предвыборный блок Маврикийского боевого движения и Маврикийской социалистической партии (MSP), к которому впоследствии присоединилась Организация народа Родригеса (OPR), представляющая население острова Родригес. Коалиция получила 64,16 % голосов (при явке 87,3 %) и все 60 избираемых прямым голосованием мест − 42 у MMM и 18 у MSP; ещё 2 места были за OPR. Партия национального действия (коалиция вокруг лейбористов) и социал-демократы получили лишь 25,78 % и 7,79 % голосов и по 2 депутатских мандата. Возглавлявший MMM Анируд Джагнот стал премьер-министром, а Поль Беранже — министром финансов. Таким образом, на следующие 13 лет к власти пришёл Джагнот — но не само Маврикийское боевое движение.

### Расколы 1980-х: Боевое социалистическое движение

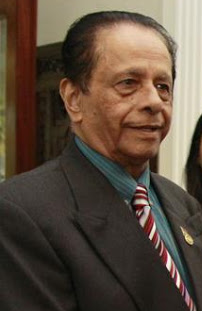
Анируд Джагнот в 2013 году

Разногласия внутри Маврикийского боевого движения поначалу привели к отколу от партии её леворадикального крыла, группировавшегося вокруг марксистского журнала «Lalit de Klas» («Классовая борьба») — в 1981 году оно покинуло MMM, отвергнув провозглашённую тем политику «Нового общественного консенсуса» как «капитуляцию перед капиталом». На базе этой группы была создана партия «Лалит» («Борьба»).
Ещё одна вышедшая из MMM революционно-социалистическая группа во главе с бывшим членом ЦК Сержем Раяпуйем создала в начале 1984 года Боевую организацию трудящихся (Organisation Militante des Travailleurs), ориентировавшуюся на троцкистский Воссоединённый Четвёртый интернационал.
Затем наступил черёд и умеренного крыла во главе с Анирудом Джагнотом. Раскол, назревавший по вопросам экономической политики, оформился 22 марта 1983 года, когда премьер-министр Джагнот отверг требования Беранже передать исполнительные полномочия главы правительства Кабинету министров как коллегиальному органу. Партия решила заменить Джагнота на Према Набабсингха, но 11 из 19 членов кабинета министров подали в отставку, а премьер распустил парламент, прежде чем депутаты успели вынести ему вотум недоверия, что послужило причиной проведения новых выборов. Джагнот со своими парламентскими сторонниками покинули MMM и с самораспустившейся соцпартией создали 8 апреля 1983 года очередную партию — Боевое социалистическое движение (MSM — Mouvement Socialiste Militant).
На последовавшем в августе 1983 года голосовании победила новая коалиция Джагнота — тактический союз с правыми социал-демократами. При этом Маврикийское боевое движение, теперь возглавляемое Беранже, вновь заняло первое место с 46,4 % голосов избирателей, однако несмотря на это завоевала только 19 из 60 мест. На следующих выборах 1987 года Маврикийское боевое движение упрочило свои позиции, но вновь осталось в оппозиции — его союз с мелкими Демократическим лейбористским движением (Mouvement des Travailleurs Démocrates, MTD) и Социалистическим лейбористским фронтом (Front des Travailleurs Sociaux, FTS) завоевал 47,3 % голосов и 24 депутатских мандатов (из 70).

### После 1990 года: новые союзы
Маврикийская политика с 1990-х годов характеризовалась частой переменой политических союзов между MMM, MSM, лейбористами, социал-демократами и различными малыми партиями в разнообразных комбинациях. На выборах сентября 1991 года большинство (55,4 %, 57 из 60 избираемых мест) получила вновь воссоединившаяся социалистическая коалиция двух «боевых» партий и MTD, обещавшая оборвать связи с британской монархией и провозгласить Маврикий республикой. Соответствующие поправки были внесены в конституцию, и с 12 марта 1992 года главой государства стал президент, а страна приобрела статус республики. При этом вторым (и первым демократически избранным) президентом Маврикия стал представитель Маврикийского боевого движения Кассем Утим — с июня 1992 по февраль 2002 года.
Однако к 1993 году в правящей коалиции стали проявляться противоречия. В итоге, Джагнот уволил Беранже и всех членов правительства от Маврикийского боевого движения. Впрочем, группа членов MMM, включая химика Према Набабсингха и журналиста Жана-Клода де Л’Эстрака, решила остаться в кабинете Джагнота и попыталась отсудить права на название, эмблему и лиловый партийный цвет Маврикийского боевого движения, однако их иск не удовлетворили, и они сформировали новую партию — Маврикийское боевое объединение (Rassemblent Militant Mauricien), которая через некоторое время слилась с MSM.
Перейдя в оппозицию, Маврикийское боевое движение заключило союз с Навином Рамгуламом, новым лидером Лейбористской партии. В 1995 году их коалиция выиграла всеобщие выборы, получив 65,2 %, перешагнув за 1 миллион голосов и заняв все 60 непосредственно избираемых мест в парламенте: 35 мандатов за лейбористами и 25 за Маврикийским боевым движением. MMM получило 14 постов в правительстве, а Беранже был назначен заместителем премьер-министра и министром иностранных дел до июня 1997 года, когда премьер доктор Рамгулам вывел Маврикийское боевое движение из правительства и сформировал однопартийный кабинет. Рангулам сперва уволил Беранже, в ответ на что 7 министров — членов MMM подали в отставку и присоединились к оппозиции.

### XXI век: Возвращение к власти и вновь оппозиция
К выборам 2000 года MMM и MSM возобновили свой союз под договорённость, что каждый участник получит равное число депутатских мандатов, а в случае победы они будут поровну делить должности в правительстве и пост премьера тоже разделят: Джагнот как лидер MSM будет занимать его в течение трех лет, после чего уступит его Беранже от MMM, взяв на себя в целом церемониальный пост президента. Блок MSM и MMM — Национальный альянс (Alliance Nationale) под руководством Джагнота и Беранже — получил абсолютное большинство в парламенте (51,7 % голосов и 58 депутатов) и пришёл к власти.
В соответствии с договорённостями, Беранже сменил Джагнота на посту премьер-министра 30 сентября 2003 года. Он возглавлял Альянс MMM/MSM (и примкнувших к ним бывших непримиримых противников, социал-демократов) на выборах 2005 года, однако тот, получив 42,6 % голосов и 24 депутата, уступил «Социальному альянсу» лейбористов и их союзников. Беранже возглавил официальную оппозицию, однако к 2006 году Альянс MMM/MSM распался, на следующих выборах мая 2010 года Боевое социалистическое движение примкнуло к лейбористам и социал-демократам, а блок Маврикийского боевого движения (в которое в 2008 году влилась меньшая партия Маврикийское боевое социалистическое движение) и двух небольших партий «Альянс сердца» (Alliance du Coeur) остался в оппозиции с 42 % голосов и 20 депутатами. При этом на местном уровне Маврикийское боевое движение и Боевое социалистическое движение зачастую продолжали формировать коалиции, например, управляя столицей страны Порт-Луи.
В 2014 году заместитель лидера MMM Айвэн (Иван) Коллендавеллу ушёл в отставку, когда его партия сформировала новый альянс с Лейбористской. Затем группа бывших членов MMM во главе с ним учредила ещё одну партию — Движение «Освободитель» (Muvman Liberater), присоединившуюся к конкурирующему Альянсу Лепеп.
В ходе всеобщих выборов, состоявшихся 10 декабря 2014 года, союз MMM с лейбористами получил лишь 16 из 69 непосредственно и косвенно избираемых мест. Из них 12 достались самому Маврикийскому боевому движению. В 2015 году партия пережила кризис после того, как ряд видных её членов покинули партийные ряды.

## Структура
Партия организована в двадцать региональных отделений (Regionales), по одному для каждого из двадцати избирательных округов (21-й избирательный округ охватывает остров Родригес; MMM, как и другие материковые партии, как правило, не участвуют там в выборах, хотя исторически и располагали тамошними региональными организациями). Маврикийское боевое движение делится на ячейки, в каждой из которых состоит не менее десяти членов. Каждая ветвь делегирует двух представителей в местное региональное отделение, а то в свою очередь, имеет по одному представителю в Центральном комитете (ЦК). В ЦК также входит по мужскому и женскому представителю от молодёжного крыла партии. Высшая власть в партии принадлежит Собранию делегатов, состоящему из членов всех ячеек, которые могут принять любое решение простым большинством голосов путем тайного голосования.

### Женское и молодёжное крыло
С момента своего основания MMM подчеркивает важность прав женщин и утверждает, что была первой политической партией в стране, уделявшей внимание этому вопросу. «Женское крыло» было официально организовано в 1974 году с целью обеспечение постоянного представительства женщин в ЦК и Политбюро, а также поддержки женщин-кандидатов на парламентских выборах. Устав партии предусматривает выделение по крайней мере двух мест в ЦК для женщин, не являющихся членами парламента.
Молодёжное крыло (Jeunesse Militante), образованное в 1973 году, открыта для всех граждан Маврикия в возрасте от пятнадцати до тридцати лет. Членство в нём не требует членских взносов.
Молодёжное крыло возглавляет 11 членов исполнительного комитета. Они выбираются, как правило, на один год путем тайного голосования из 60 представителей (по 3 от каждому из 20 региональных отделений).

### Международные связи
Как и местная Лейбористская партия, Маврикийское боевое движение входит в Социалистический интернационал — международное объединение социалистических, социал-демократических и лейбористских партий; полноправное членство было получено в 2003 году. Кроме того, МММ также является членом Прогрессивного альянса.

### Лидеры партии

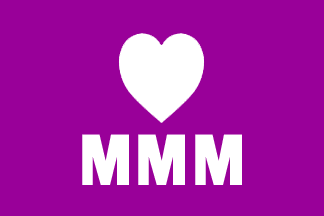
Знамя Маврикийского боевого движения

| Лидер           | Срок                     |
| --------------- | ------------------------ |
| Поль Беранже    | 1969—1976                |
| Анируд Джагнот  | 1976—1983                |
| Поль Беранже    | 1983—1987                |
| Прем Набабсингх | 1987—1995                |
| Поль Беранже    | 1995—2013                |
| Алан Гану       | Январь 2013—октябрь 2013 |
| Поль Беранже    | Октябрь 2013—            |

## Электоральные результаты
| Год  | Места в парламенте | Место | Лидер           | Позиция         |
| ---- | ------------------ | ----- | --------------- | --------------- |
| 1976 | 34 из 70           | 1     | Анируд Джагнот  | Лидер оппозиции |
| 1982 | 48 из 70           | 1     | Анируд Джагнот  | Премьер-министр |
| 1983 | 22 из 70           | 2     | Поль Беранже    | Лидер оппозиции |
| 1987 | 24 из 70           | 2     | Прем Набабсингх | Лидер оппозиции |
| 1991 | 26 из 70           | 2     | Прем Набабсингх | Вице-премьер    |
| 1995 | 25 из 70           | 2     | Поль Беранже    | Вице-премьер    |
| 2000 | 26 из 70           | 2     | Поль Беранже    | Вице-премьер    |
| 2005 | 10 из 70           | 3     | Поль Беранже    | Лидер оппозиции |
| 2010 | 20 из 70           | 2     | Поль Беранже    | Лидер оппозиции |
| 2014 | 12 из 69           | 2     | Поль Беранже    | Лидер оппозиции |